# Синяя лампа (фильм)
«Синяя лампа» (иногда — «Синий фонарь», англ. The Blue Lamp) — фильм, криминальная драма режиссёра Бэзила Дирдена (Великобритания, 1950 год), получивший премию BAFTA, как Лучший британский фильм года. По версии IMDb входит в список 50 лучших полицейских и криминальных фильмов под номером 29. Картина стала основой для продолжительного (432 эпизода) телевизионного сериала «Диксон из Док-Грин», производившегося и транслировавшегося корпорацией BBC более 20 лет (1955—1976).

## Сюжет
Лондон, район Паддингтон, 1949 год. Полицейский констебль Джордж Диксон, готовящийся к выходу на пенсию, обучает молодого напарника Энди Митчелла. Во время одного из дежурств, получив сообщение о нападении на кассу кинотеатра, они прибывают на место преступления и сталкиваются с молодым вооружённым налётчиком. Диксон пытается уговорить его сдаться, но тот, охваченный отчаянием, стреляет в полицейского. Констебля отправляют в госпиталь, где через несколько часов он умирает. Преступнику удаётся скрыться. Все силы полиции направлены на его поимку. Более того, к его преследованию подключается «старый» криминальный мир Лондона, недовольный неконтролируемым ростом молодёжной преступности. Энди Митчелл настигает и арестовывает налётчика.

## В ролях
- Джек Уорнер — констебль Джордж Диксон
- Джимми Хэнли — констебль Энди Митчелл
- Дирк Богард — Том Рили
- Роберт Флеминг — сержант Робертс
- Бернард Ли — инспектор Черри
- Пегги Эванс — Диана Льюис
- Патрик Дунан — Спад
- Брюс Сетон — констебль Кэмпбелл
- Дора Брайан — Мэйси

## Художественные особенности
В условно-документальной манере фильм рассматривает противостояние поколения молодых уголовников с их безрассудством и неконтролируемым насилием с дисциплиной и организацией «традиционного», довоенного криминального сообщества.

## Награды и номинации
- 1951 год — Премия BAFTA за лучший британский фильм года.
- 1950 год — номинация на Золотого льва Венецианского кинофестиваля.

## Критика
Британский институт кино в целом даёт высокую оценку фильму. В статье проводится его сравнительный анализ с американскими лентами в стиле нуар. Если в последних граница между положительными и отрицательными персонажами часто условна, то «„Синяя лампа“ предлагает очень английское видение честного, весёлого „бобби“ непоколебимого в своей решимости искоренить преступность». Также в статье комментируется некоторая наивность существования союза полицейских и старых преступников для преодоления общей угрозы и восстановления существующего общественного порядка. Этот сюжетный ход созвучен немецкому фильму 1931 года «М», где преступное сообщество организует тотальную слежку для выявления маньяка-убийцы детей.
Негативная критика прозвучала со стороны журнала «Sight & Sound», где его редактор обвинил Ealing Studios в лицемерии и чрезмерно покровительственном тоне при создании образов персонажей из среднего класса.